# O-Bahn d'Adélaïde

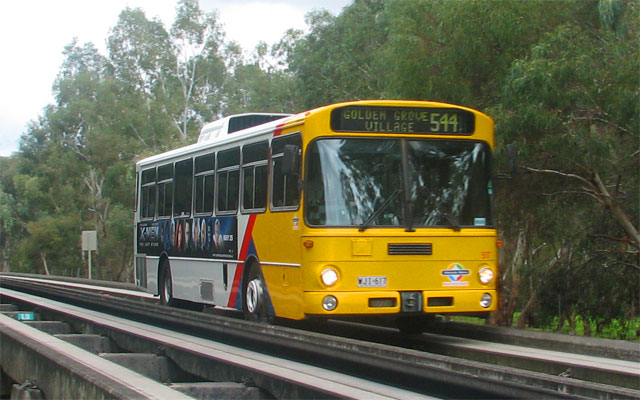
Un autobus Mercedes-Benz O 305 sur une section guidée.

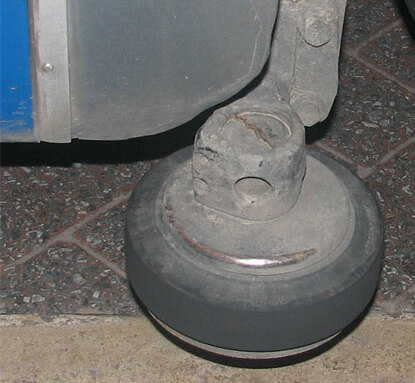
Détail d'un galet latéral de guidage.

La ligne O-Bahn est une ligne de bus guidé située dans la ville d'Adélaïde, en Australie-Méridionale. Elle est la ligne de bus guidée la plus longue et la plus rapide du monde. Créée pour désengorger le trafic en faisant emprunter par les bus des voies de tramway, elle a été conçue par la société allemande Daimler-Benz, qui avait déjà mis en œuvre une ligne de ce type dans la ville allemande d'Essen. La ligne a été inaugurée en 1986, remplaçant un projet d'extension d'une ligne de tramway.
Elle est unique en son genre, puisque contrairement aux lignes d'autobus guidé qui disposent de routes dédiées, celle-ci combine à la fois des portions de voies ferrées avec guidage par rail latéral et des routes dédiées. Longue de 12 kilomètres, elle comporte trois arrêts.